# Колонна ди Палиано, Гвидо
Гвидо Колонна ди Палиано (итал. Guido Colonna di Paliano, 16 апреля 1908 — 27 января 1982) — итальянский политик, Европейский комиссар по вопросам промышленности (1967—1970), Европейский комиссар по вопросам внутреннего рынка и услуг (1964—1967), заместитель Генерального секретаря НАТО (1962—1964), Чрезвычайный и Полномочный Посол Республики Италии в Норвегии (1958—1962).

## Биография
Родился 16 апреля 1908 года в Неаполе. После окончания обучения в средней школе поступил в Неаполитанский университет имени Фридриха II, где учился на факультете юриспруденции до 1930 года. С мая 1934 по май 1937 года был вице-консулом Италии в Канаде. В 1938 году, находясь в Нью-Йорке, познакомился с Натали Тати, сестрой известного кинорежиссёра Жака Тати, на которой позже женился.
В декабре 1958 года назначен Чрезвычайным и Полномочным Послом Республики Италии в Норвегии. В 1962 году был заместителем директора по политическим вопросам МИДа, а затем заместителем Генерального секретаря Организации экономического сотрудничества и развития. С 1962 по 1964 год занимал должность заместителя Генерального секретаря НАТО. В июле 1964 года стал Европейский комиссар по вопросам внутреннего рынка и услуг, а в 1967 году — Европейский комиссар по вопросам промышленности. 8 мая 1970 года подал в отставку.
В мае 1970 года Гвидо стал президентом сети универмагов «La Rinascente». Умер 27 января 1982 года в Неаполе, где и был похоронен.

## Награды
- Кавалер Ордена «За заслуги перед Итальянской Республикой» (1963)[2]
- Кавалер Большого Креста Ордена «За заслуги перед Итальянской Республикой» (1970)[3]